# Copera rubripes
Copera rubripes là loài chuồn chuồn trong họ Platycnemididae. Loài này được Navás mô tả khoa học đầu tiên năm 1934.